# Mus spicilegus
Mus spicilegus là một loài động vật có vú trong họ Chuột, bộ Gặm nhấm. Loài này được Petényi mô tả năm 1882.